# Jagatpur (Saptari)
Jagatpur (nepalski: जगतपुर) – gaun wikas samiti we wschodniej części Nepalu w strefie Sagarmatha w dystrykcie Saptari. Według nepalskiego spisu powszechnego z 2001 roku liczył on 756 gospodarstw domowych i 4646 mieszkańców (2251 kobiet i 2395 mężczyzn).